# Sarkantyú

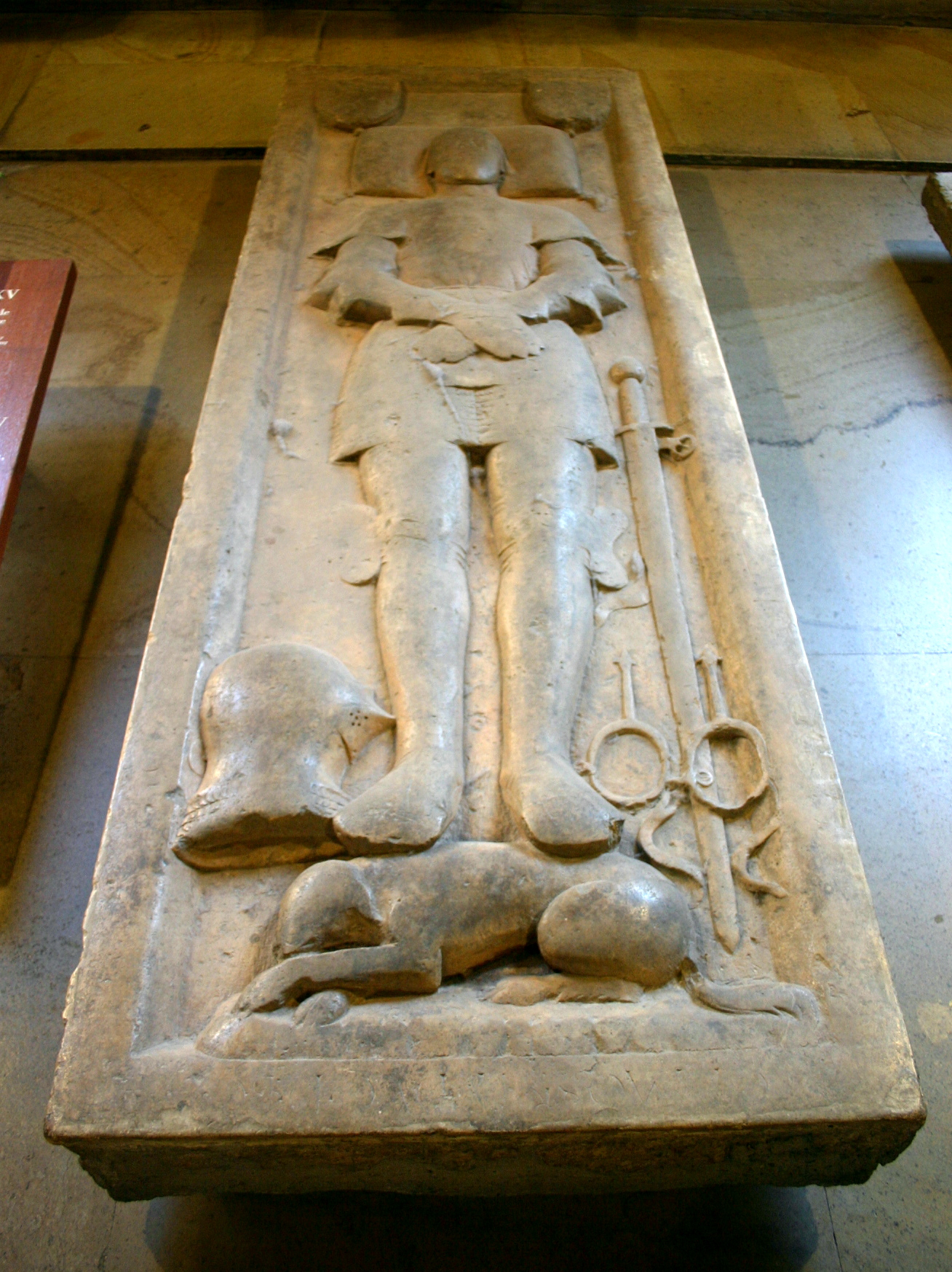
Lovagi sarkantyú a 15. századból

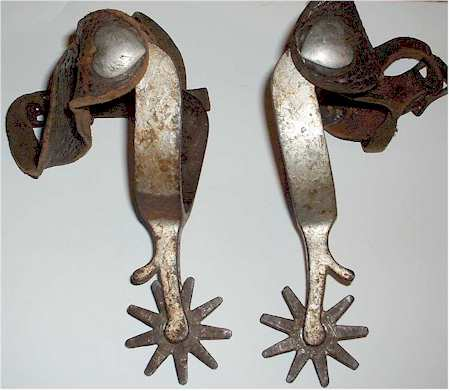
Crockett márkájú régi cowboy sarkantyúk.

A sarkantyú a lábbeli sarkára erősített fémeszköz, amelyet a lovasok használnak a ló haladási sebességének fokozására, serkentésére és az állat irányítására. A sarkantyú részei: a kétíves szár, ehhez csatlakozik a sarokvas és a nyak, amelyben a tüske vagy csillag alakú taréj található (utóbbi szolgált a ló ösztökélésre). Formájától függően a csizma sarkára ütötték fel vagy szíjjal, ritkábban a csizmasarokba épített rugós szerkezettel vagy szeggel erősítik a csizmára.
A sarkantyút általában az egyéb lovaglási segédeszközökkel együtt alkalmazzák, hogy kiegészítsék, illetve megerősítsék az ún. segítségeket, azaz a hanggal, illetve a testsúly, a lábszár és a kantárszár által közvetített utasításokat.
A modern lovaglósportok és lovasegyesületek ma már jól meghatározott szabályokkal rendelkeznek a sarkantyú túlzott, használata ellen. Létezett a pásztorság körében nagytaréjú sarkantyú, amit a tánchoz használtak inkább.

## A szó eredete és keletkezése
A sarkantyú szó pontos eredete nem ismert, a „sarok” szóból alkothatták. Egy másik elképzelés szerint a serkentő szóból ered. A szó a XVI. század végén már ismert volt.

## A sarkantyú története

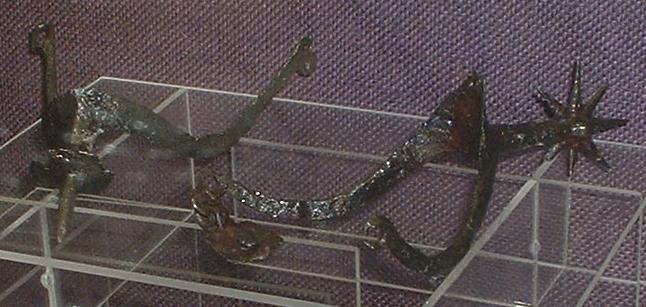
Vastüskés sarkantyú 13-14. századból és vas sarkantyú nyolctüskés taréjjal (15. század)

A sarkantyú kialakítását és használatát megbízhatóan csak a római korig lehet visszavezetni. A legkorábbi fennmarad sarkantyúnak nem volt nyaka, a tüskét közvetlenül a sarokvashoz rögzítik. A 11. századra kialakult a sarkantyú egyenes nyaka, a 12. században már hajlított nyakú sarkantyúk is készültek.
A sarkantyúk legkorábbi változatai csak tüskét használtak. A taraj első ábrázolása III. Henrik angol király egyik pecsétjéről ismert, de a tarajos sarkantyúk csak a 14. században terjedtek el széles körben.
A középkori lovagok sarkantyúit finoman kidolgozott minták díszítették, a sarkantyú készülhetett ezüstből vagy aranyból is. „Elnyerni a sarkantyút” annyit tett, mint kiérdemelni a lovagi rangot és azon ritka alkalmakkor, mikor megfosztottak valakit lovagi rangjától, a szakács bárdjával vágták le a sarkantyút a lovag csizmájáról. Az 1302-es Aranysarkantyús csata után, melyben a francia lovagok súlyos vereséget szenvedtek egy jórészt gyalogos katonákból álló flamand sereggel szemben, a győztesek 500 pár aranyozott sarkantyút állítottak ki a közeli Kortrijk templomában a csata emlékére (amelyről a flamandok Guldensporenslag néven mind a mai napig megemlékeznek). Hasonló okokból emlegetik az angolok a Sarkantyúk csatájának az 1513-ban a franciák felett Guinegate mellett aratott győzelmüket.
A 15. században tűntek fel az első, igen hosszú nyakkal készült sarkantyúk, amikkel a ló véknya mögé lehetett érni. Ebben az időszakban készültek az első különösen díszes sarkantyúk, amelyek egészen a modern korig (és Mexikóban napjainkban is) divatban maradtak.

## Különféle sarkantyúk

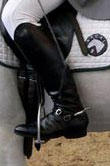
Angol sarkantyú

A sarkantyúk kialakítása eltér az egyes lovaglóstílusok között. A nyugati stílusú lovaglás leginkább a csillagos sarkantyúkat alkalmazza, ezeket vagy benyomja a ló oldalába vagy végighúzza az oldalán. Ezek a sarkantyúk hosszabbak az átlagosnál, alkalmazkodva a nyugati stílusú lovas lábainak pozíciójához.
Az angol lovasiskola rövidebb sarkantyúkat használ, mivel a nyereg és a lovas pozíciójából adódóan a lovasnak csak enyhén kifelé kell fordítania lábfejét a sarkantyú használatához. Az angol sarkantyúknak általában lekerekített, tompa tüskéje van, a nyugati stílusnál népszerű csillagot nem nagyon alkalmazzák. Az angol sarkantyú tüskéje általában a föld felé mutat, a sarokvas a csizma sarkára támaszkodik, a sarkantyú csatja a csizma külső oldalán helyezkedik el.
A díjlovaglók által használt sarkantyúk leggyakrabban tompa végűek, kialakításuk szerint nem fájdalmat okoznak a lónak, hanem finom, pontos utasításokat közvetítenek a ló által végrehajtandó fordulatok vagy feladatok kivitelezéséhez. A vadász vagy díjugratók sarkantyúi szintén tompa végződésűek, mint például a Prince of Wales típus.
A lovaglási stílustól vagy sportágtól függetlenül nagy jelentősége van a lovas megfelelő elhelyezkedésének és testtartásának. A nem stabil, lengedező láb igen könnyen érintkezésbe kerül a ló oldalával, ezáltal a sarkantyú irritálja, megriaszthatja az állatot, elvonja figyelmét a feladatok teljesítésétől, illetve a sarkantyú túlzott használata érzéketlenné teszi a lovat a lábszársegítségekre. A sarkantyú helytelen használata veszélyes vagy nemkívánatos viselkedést okozhat a lónál, mint például ágaskodás vagy elrohanás.
A modern rodeósportban a sarkantyú használatát nagymértékben korlátozzák, csak imitálni lehet az egykori lóbetörők viselkedését, akik szándékosan kitörésre provokálták a lovat. A modern rodeósarkantyú kialakítása és használata szabályokhoz kötött, a tüske lekerekített, a taréjnak szabadon kell forognia és a sarkantyú használata csak irritálhatja a lovat, nem okozhat fájdalmat. Az erre hajlamos lovaknál még ez is ágaskodást vagy kitörést provokál.

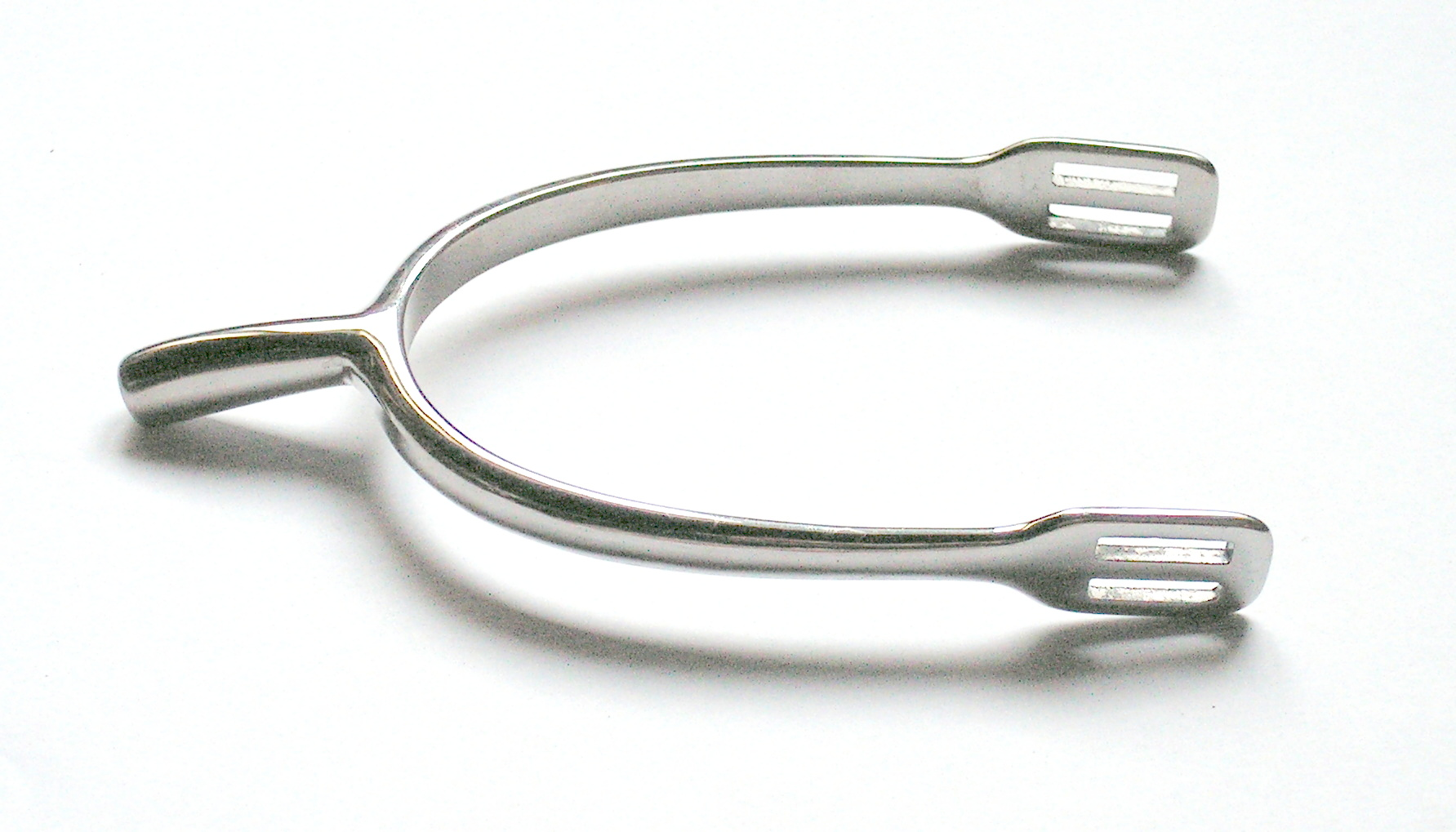
Prince of Wales sarkantyú

## Az angol sarkantyú típusai

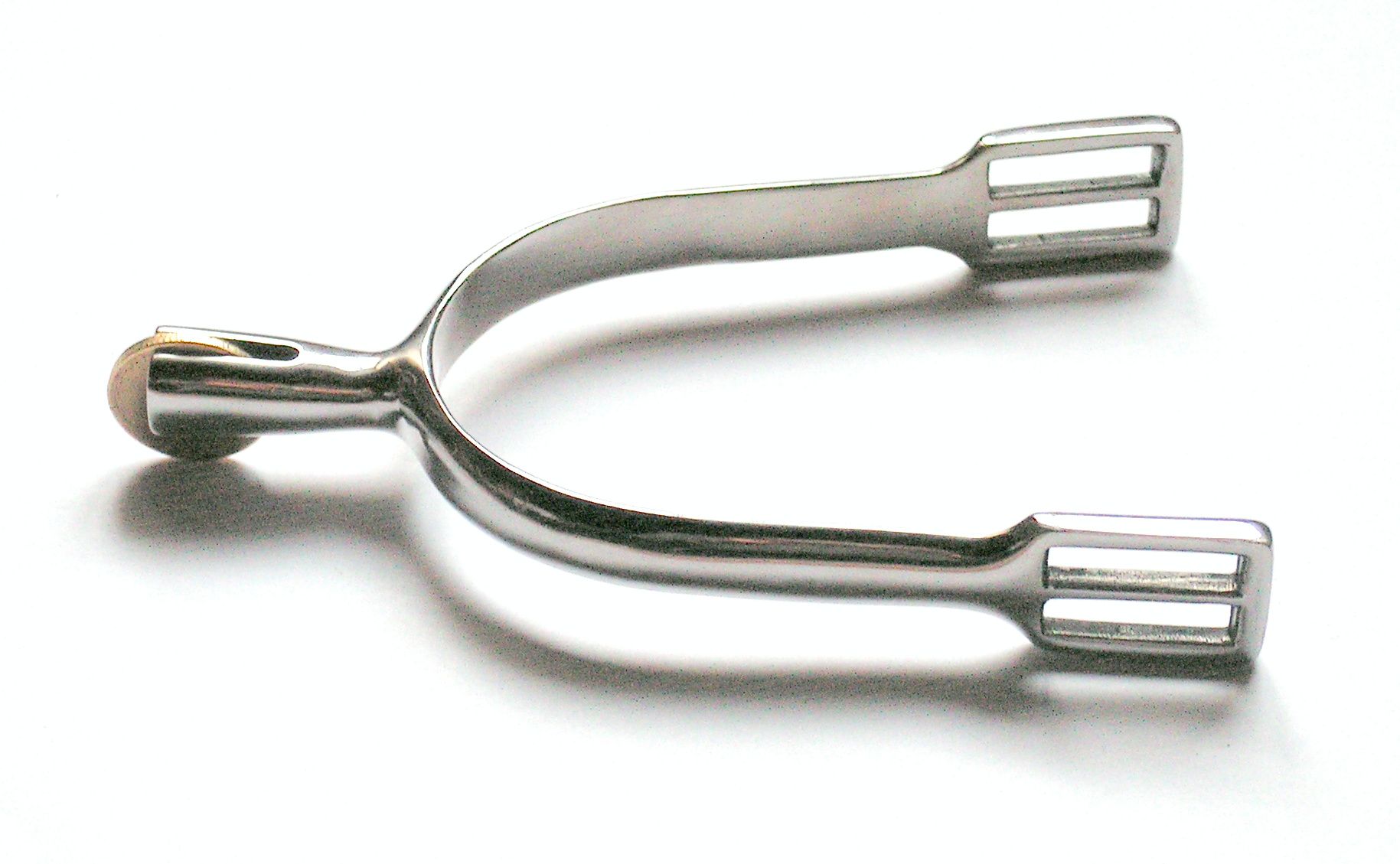
Tárcsás sarkantyú

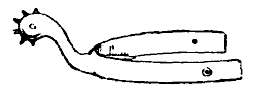
Hattyúnyakú, tárcsával

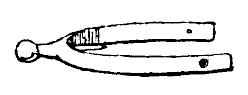
Waterford sarkantyú

Az angol iskola Férfi, Női és Gyermeksarkantyúkat különböztet meg, a szár szélessége szerint (amely megfelel a lovaglócsizma sarokméretének). A sarkantyúkat tovább lehet osztályozni a nyak hossza alapján, ami 1/2 hüvelyktől (kb. 0.7 cm, a gyermeksarkantyúk nyakának normális hossza) egészen 2-3 hüvelykig (kb. 5.1 – 7.56 cm) terjedhet. A sarkantyú vége alapján lehet
- Lekerekített (round end): a sarkantyú tüskéje teljesen lekerekített, ezzel az egyik legfinomabb sarkantyú
- Bütykös végű (knob end): a tüske négyzetes, de tompa
- Prince of Wales: négyzetes és lapos végződés, ezáltal hegyesebb és erőteljesebb, mint az előző kettő. Angliában rendkívül népszerű.
- Tárcsás (disc): a tüske helyett korog alakú taréj található a sarkantyún.
- Taréjos (rowel): a sarkantyú végén található a kis tüskékkel kialakított taréj. A leggyakrabban na cowboy-ok által használt típus, de Angliában is elterjedt.
- Gördülő (roller spur): A nyak végén egy műanyag korong van, amely elgördül, ahogy a sarkantyú megérinti a ló oldalát. Nagyon enyhe, leginkább érzékeny lovaknál használt típus.
- Hattyúnyakú (swan-neck): a sarkantyú nyaka felfelé ível a szár mögött, majd ismét vízszintes lesz. Leggyakrabban ceremoniális célra használják ezt a típust (pl. katonai öltözetek kiegészítőjeként).
- Waterford: a nyak végén egy nagy, kerek fémgömb található, ami a sarkantyú rendkívül enyhévé teszi, nem okoz a használatból eredő sérüléseket a lónak.
- Rodeo (Barrel Racing Spur): a sarkantyú szárának belső oldalán található a tüske, a nyak helyett. Ezáltal a lovasnak nem kell befelé fordítani a sarkát a sarkantyú használatához, ami különösen fontos egyes rodeóversenyeken.